# 山田千愛
山田 千愛（やまだ ちあき、1966年8月2日 - ）は、静岡県出身の元女子サッカー選手。元サッカー日本女子代表。

## 来歴
清水第八スポーツクラブ、鈴与清水FCラブリーレディースでプレー。
サッカー日本女子代表では、1984年10月17日、中国遠征でのイタリア代表との試合でデビューした。1986年以降は毎年日本代表に選出され続け、1989 AFC女子選手権のメンバーにも選出された。大会では4試合に出場し2得点を決めた。日本代表は3位だった。1989年まで通算で21試合に出場し、3得点した。

## タイトル

### クラブ
- 清水第八スポーツクラブ
  - 全日本女子サッカー選手権大会: 7回 (1980、1981、1982、1983、1984、1985、1986)

- 鈴与清水FCラブリーレディース
  - 日本女子サッカーリーグ: 1回 (1989)

### 個人
- 全日本女子サッカー選手権大会 最優秀選手: 1回 (1984)

## 代表歴
- 1984年10月17日 - 日本女子代表初出場 -  イタリア戦
- 1987年8月9日 - 日本女子代表初得点 -  チャイニーズタイペイ戦

### 出場大会など
- 1989 AFC女子選手権（3位）

### 試合数
| 日本代表 | 国際Aマッチ | 国際Aマッチ |
| 年       | 出場        | 得点        |
| -------- | ----------- | ----------- |
| 1984     | 2           | 0           |
| 1986     | 6           | 0           |
| 1987     | 4           | 1           |
| 1988     | 2           | 0           |
| 1989     | 7           | 2           |
| 通算     | 21          | 3           |

- 出典: なでしこジャパン（日本女子代表）試合別出場記録[2]

### 出場
| #  | 開催日         | 開催地     | 会場                 | 相手                 | 結果  | 監督     | 大会                 |
| -- | -------------- | ---------- | -------------------- | -------------------- | ----- | -------- | -------------------- |
| 1  | 1984年10月17日 | 西安       |                      | イタリア             | ●0-6  | 折井孝男 | 西安招待             |
| 2  | 1984年10月24日 | 西安       |                      | イタリア             | ●1-5  | 折井孝男 | 西安招待             |
| 3  | 1986年01月21日 | ジャカルタ |                      | インド               | ●0-1  | 鈴木良平 | スハルト大統領夫人杯 |
| 4  | 1986年01月26日 | ジャカルタ |                      | インド               | ○7-0  | 鈴木良平 | スハルト大統領夫人杯 |
| 5  | 1986年03月07日 | 東京都     | 国立西が丘サッカー場 | チャイニーズタイペイ | ●0-2  | 鈴木良平 | 国際親善試合         |
| 6  | 1986年07月19日 | ジェソロ   |                      | イタリア             | ●1-5  | 鈴木良平 | イタリア国際大会     |
| 7  | 1986年07月25日 | ジェソロ   |                      | アメリカ合衆国       | ●1-3  | 鈴木良平 | イタリア国際大会     |
| 8  | 1986年07月26日 | ジェソロ   |                      | 中国                 | ●1-2  | 鈴木良平 | イタリア国際大会     |
| 9  | 1987年08月04日 | 台北       |                      | チャイニーズタイペイ | ●1-3  | 鈴木良平 | 国際親善試合         |
| 10 | 1987年08月09日 | 高雄       |                      | チャイニーズタイペイ | ●1-2  | 鈴木良平 | 国際親善試合         |
| 11 | 1987年12月12日 | 台北       |                      | アメリカ合衆国       | ●0-1  | 鈴木良平 | 中華杯世界大会       |
| 12 | 1987年12月15日 | 高雄       |                      | 香港                 | ○5-0  | 鈴木良平 | 中華杯世界大会       |
| 13 | 1988年06月01日 | 広州       |                      | アメリカ合衆国       | ●2-5  | 鈴木良平 | 広州国際大会         |
| 14 | 1988年06月03日 | 広州       |                      | チェコスロバキア     | ●1-2  | 鈴木良平 | 広州国際大会         |
| 15 | 1989年01月14日 | アモイ     |                      | フィリピン           | ○13-0 | 鈴木良平 | アモイ国際大会       |
| 16 | 1989年01月16日 | アモイ     |                      | 中国                 | ●0-4  | 鈴木良平 | アモイ国際大会       |
| 17 | 1989年12月02日 | 神奈川県   | 平塚競技場           | オーストラリア       | △2-2  | 鈴木保   | プリマカップ         |
| 18 | 1989年12月22日 | 香港       |                      | 香港                 | ○3-0  | 鈴木保   | アジア選手権         |
| 19 | 1989年12月24日 | 香港       |                      | 香港                 | ○14-0 | 鈴木保   | アジア選手権         |
| 20 | 1989年12月26日 | 香港       |                      | チャイニーズタイペイ | ●0-1  | 鈴木保   | アジア選手権         |
| 21 | 1989年12月29日 | 香港       |                      | 香港                 | ○9-0  | 鈴木保   | アジア選手権         |

### ゴール
| # | 開催年月日     | 開催地 | 対戦国               | 勝敗   | 試合概要           |
| - | -------------- | ------ | -------------------- | ------ | ------------------ |
| 1 | 1987年8月9日   | 高雄   | チャイニーズタイペイ | ● 1-2  | 国際親善試合       |
| 2 | 1989年12月22日 | 香港   | 香港                 | ○ 3-0  | 1989 AFC女子選手権 |
| 3 | 1989年12月24日 | 香港   | ネパール             | ○ 14-0 | 1989 AFC女子選手権 |